# Cat Cays
Cat Cays – dwie małe wyspy na Bahamach, North Cat Cay i South Cat Cay, które znajdują się w dystrykcie Bimini. Wyspy zbliżone do siebie.
North Cat Cay to prywatna wyspa prowadzona jako prywatny klub członkowski przez Cat Cay Yacht Club. Al Rockwell, szef Rockwell International, zebrał małą grupę inwestorów i kupił wyspę, która stała się prywatnym klubem należącym do członków. Wyspa jest prywatnym klubem, ale dozwolone są wizyty dla jachtów wpływających na Bahamy, a na wyspie działają służby celne Bahamów i Królewska Policja Bahamów.